# Nordstjernen (dokumentarfilm)
 For alternative betydninger, se Nordstjernen (flertydig). (Se også artikler, som begynder med Nordstjernen)
|  | Denne artikel er oprettet af botten Steenthbot ud fra en ekstern database. Den kan derfor have sproglige fejl eller mangler. Denne skabelon kan fjernes efter kontrol af indholdet. |

Nordstjernen er en dansk dokumentarfilm fra 1979 instrueret af Mikael Opstrup.

## Handling
I januar 1977 var der strejke blandt pædagogmedhjælperne. Udflytterbørnehaven NORDSTJERNEN på Nørrebro var en af de første, der måtte lukke. Dette var en torn i øjet på Københavns Kommune, da det var kommunens mål at holde børnehaverne i gang trods strejken. Filmen skildrer forældrenes og pædagogernes solidariske kamp og livet i en københavnsk udflytterbørnehave.